# SpaceX Crew-3
SpaceX Crew-3 (též USCV-3) byl třetí operační let americké kosmické lodi Crew Dragon. SpaceX Crew-3 na Mezinárodní vesmírnou stanici (ISS) dopravila k půlročnímu pobytu čtyři členy posádky, kteří se připojili k Expedici 66. 

## Kosmická loď Crew Dragon
Crew Dragon je kosmická loď pro lety s posádkou navržená v rámci programu NASA CCDev, (Commercial Crew Development) společností SpaceX, především pro dopravu astronautů na Mezinárodní vesmírnou stanici. SpaceX ale loď používá i pro další účely mimo spolupráci s NASA (komerční programy Inspiration4, Axiom Space a Polaris).  

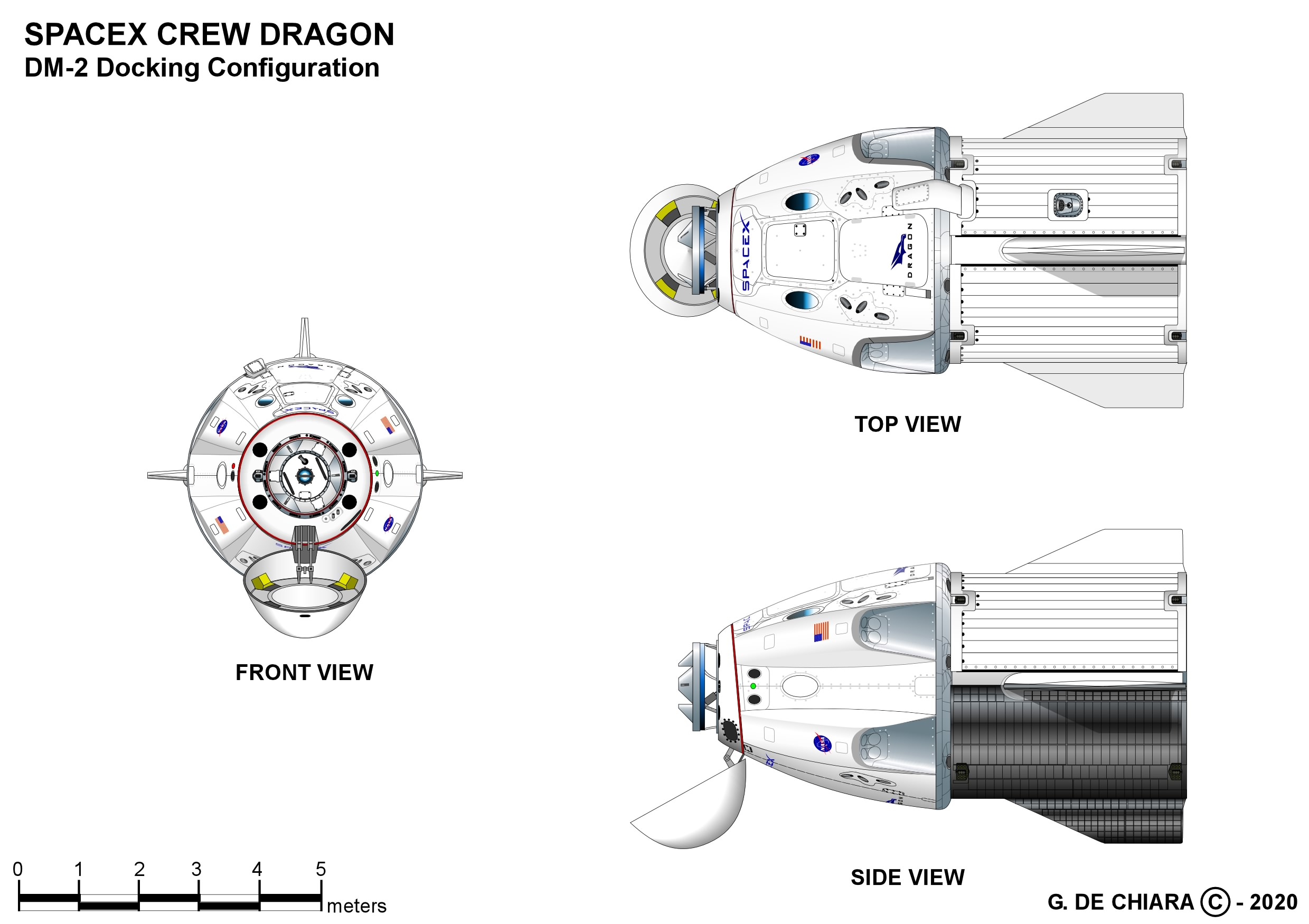
Crew Dragon v letové konfiguraci.

Crew Dragon tvoří znovupoužitelná kabina kónického tvaru a nástavec v podobě dutého válce (tzv. trunk). V kabině je hermetizovaný prostor o objemu 9,3 m3, v němž lze umístit sedačky až pro sedm osob (NASA pro lety k ISS využívá 4 místa). Nástavec je možné využít pro dopravu nákladu, který nemusí být umístěn v hermetizovaném prostoru (např. zařízení určeného pro umístění na vnější straně ISS, tedy v otevřeném kosmickém prostoru. Sestava kabiny a nástavce ve startovní pozici měří na výšku 8,1 metru a v průměru má 4 metry. 

## Příprava a průběh mise
Start byl původně plánován na 23. října 2021, NASA ale v polovině června 2021 oznámila posun startu přinejmenším na 31. říjen a příletu lodi další posádkou ISS ne dříve než v polovině dubna 2022. Na konci září NASA stanovila datum startu na sobotu 30. října 2021 v 06:43 UTC a záložní datum startu na neděli 31. října 2021 v 06:21 UTC, ale 21. října bylo oznámeno, že bude využito záložní datum startu. Z důvodu špatného počasí nad Atlantikem byl start odložen na 3. listopadu 2021 a poté ještě několikrát, nejprve kvůli drobnému zdravotnímu problému nejmenovaného člena posádky, dále v důsledku upřednostnění návratu Crew-2 před příletem Crew-3 na stanici a nakonec kvůli jednodennímu odkladu přistání Crew-2, který si vynutilo počasí v oblasti plánovaného přistání.
Vzlet se uskutečnil ve čtvrtek 11. listopadu 2021 v 02:03:21 UTC (03:03:31 SEČ), záložním termínem byl 12. listopad v 02:40 SEČ. Loď Endurance se k ISS (k přednímu portu modulu Harmony) připojila ještě v den startu v 23:32 UTC. Posádka otevřela poklop lodi a vstoupila na palubu ISS o necelé dvě hodiny později.
Posádka se po příletu stala součástí Expedice 66 a těsně před jejím koncem se Thomas Marshburn na pět týdnů stal velitelem stanice. Posádka pak předala činnosti svým nástupcům určeným pro Expedici 67, kteří přiletěli s misí SpaceX Crew-4, a po 174 dnech pobytu odletěla zpět na Zemi. Odlet za stanice byl přitom z původně plánovaného termínu v druhé polovině dubna několikrát odložen, především kvůli počasím způsobenému prodloužení letu Axiom Mission 1 a tím i příletu mise SpaceX Crew-4. Crew Dragon Endurance s misí Crew-3 se od stanice odpojila 5. května 2022 v 05:20 UTC a o den později v 04:43 UTC přistála v Mexickém zálivu, asi 80 km západně od floridského města Tampa.

## Posádka
Hlavní posádka:
- Raja Chari (1), NASA – velitel[17]
- Thomas Marshburn (3), NASA – pilot[17]
- Matthias Maurer (1), ESA – letový specialista[17]
- Kayla Barronová (1), NASA – letová specialistka[18]

V závorkách je uveden dosavadní počet letů do vesmíru včetně této mise.
Záložní posádka:
- Kjell Lindgren, NASA – velitel
- Robert Hines, NASA – pilot
- Samantha Cristoforettiová, ESA – letová specialistka

Velitel Raja Chari se – prakticky na den přesně po 40 letech – stal prvním astronautem NASA, který už při své první cestě do vesmíru velel posádce. Naposledy byl nováček velitelem při druhé misi amerického raketoplánu Columbia v rámci programu Space Shuttle. Dvoudenní let STS-2 odstartoval 12. listopadu 1981 a jeho dvoučlennou posádku vedl astronaut Joseph Engle.